# Columba pallidiceps
Columba pallidiceps е вид птица от семейство Гълъбови (Columbidae). Видът е световно застрашен, със статут Уязвим.

## Разпространение
Видът е разпространен в Папуа Нова Гвинея и Соломоновите острови.